# 신영초등학교 (강원)
신영초등학교는 대한민국 강원특별자치도 강릉시에 있는 공립 초등학교이다.

## 학교 연혁
- 1965.03.21 개교
- 1996.03.01 신영초등학교로 교명 개칭
- 2014.03.01 제17대 조광형 교장 취임
- 2015.02.12 제48회 졸업식(졸업생 총2,954명)
- 2015.03.02 신입생 입학식(남7, 여3, 계 10명)

## 참고 자료
- 신영초등학교 - 한국교육학술정보원 학교알리미